# 마산시·진해시·창원군
마산시·진해시·창원군은 대한민국의 옛 국회의원 선거구이다. 당시 경상남도 마산시, 진해시, 창원군 지역을 관할했다.

## 역사
제9대 국회의원 선거를 앞두고 마산시 선거구와 진해시·창원군 선거구가 통합되면서 신설되었다.
1980년 4월, 마산시의 일부 지역이 창원시로 분리되었다. 또한 창원군이 의창군으로 개칭되었다. 제11대 국회의원 선거를 앞두고 관할 구역이 마산시 선거구와 창원시·진해시·의창군 선거구로 각각 분리되면서 폐지되었다.

## 역대 국회의원
| 선거   | 정당 | 정당       | 1위 의원 | 정당 | 정당   | 2위 의원 |
| ------ | ---- | ---------- | -------- | ---- | ------ | -------- |
| 1973년 |      | 민주공화당 | 이도환   |      | 신민당 | 황낙주   |
| 1978년 |      | 민주공화당 | 박종규   |      | 신민당 | 황낙주   |

## 역대 선거 결과

### 대한민국 제9대 국회의원 선거
|  | 38.70% |

|  | 37.16% |

|  | 14.63% |

|  | 9.48% |

### 대한민국 제10대 국회의원 선거
|  | 39.33% |

|  | 36.47% |

|  | 18.11% |

|  | 6.07% |